# إسماعيل مافرا كابرال
إسماعيل مافرا كابرال (بالبرتغالية: Ismael Mafra Cabral‏) هو لاعب كرة قدم برازيلي في مركز الدفاع، ولد في 7 فبراير 1938 في Águas da Prata ‏ في البرازيل، وتوفي في 15 يناير 2009 في سانتو أندريه في البرازيل. لعب مع نادي ساو باولو.

## وصلات خارجية
- إسماعيل مافرا كابرال على موقع الاتحاد الأوربي (الإنجليزية)
- إسماعيل مافرا كابرال على موقع قاعدة بيانات كرة القدم.إي يو (الإنجليزية)